# Cetoconazol
Cetoconazol é um fármaco antimicótico ou antifúngico derivado do imidazol usado topicamente (creme, gel ou xampu). Descoberto na década de 1980. Na forma oral é mais tóxico que outros antifúngicos.
O cetoconazol, vendido sob a marca Nizoral entre outros, é um medicamento antiandrogénio, antifúngico e antiglicocorticóide usado para tratar uma série de infecções fúngicas. Aplicado na pele, é usado para infecções fúngicas da pele como tinea, candidíase cutânea, pitiríase versicolor, caspa e dermatite seborreica. A administração via oral é uma opção menos preferida e recomendada apenas para infecções graves quando outros agentes não podem ser usados. Outros usos também incluem o tratamento do crescimento excessivo de pelos com padrão masculino em mulheres e síndrome de Cushing.
Os efeitos colaterais comuns quando aplicado na pele incluem vermelhidão. Os efeitos colaterais comuns quando tomados por via oral incluem náuseas, dor de cabeça, e problemas hepáticos. Os problemas hepáticos podem resultar em morte ou na necessidade de um transplante de fígado. Outra causa grave dos efeitos quando tomado por via oral incluem prolongamento do intervalo QT, insuficiência adrenal e anafilaxia. É um imidazol e atua impedindo a produção de ergosterol necessário para a membrana celular do fungo, retardando assim o crescimento.
O cetoconazol foi patenteado em 1977 pela empresa farmacêutica belga Janssen, e entrou em uso médico em 1981. Está disponível como medicamento genérico e as formulações aplicadas na pele estão isentos de prescrição médica no Reino Unido. Em 2021, foi o 161º medicamento mais prescrito nos Estados Unidos, com mais de 3 milhões de prescrições. A formulação tomada por via oral foi retirada na União Europeia e na Austrália em 2013, e na China em 2015. Por outro lado, o seu uso foi restringido nos Estados Unidos e no Canadá em 2013.

## Riscos na gravidez e bebé
O cetoconazol é classificado como categoria de gravidez C nos EUA. O seu uso não é recomendado em bebés com menos de 2 anos de idade via oral. Por não ser absorvido topicamente, não há contraindicação em nenhum dos casos. Por via oral, apresentou alterações fetais em ratos, portanto o seu uso em gestantes ou lactantes não é recomendado.

## Indicação
É usado em creme, gel ou champô de 1 a 2% para tratar:
- Pé de atleta (tinea pedis);
- Micose corporal (tinea corporis);
- Micose da virilha (tinea cruris);
- Dermatite seborreica;
- Micose do sol (Tinea versicolor ou pitiríase versicolor);
- Candidíase cutânea

Tem acção antimicótica in vitro sobre os seguintes fungos: Blastomyces dermatitidis, Candida spp., Coccidioide immitis, Epidermophyton floccosum, Histoplasma capsulatum, Malassezia spp., Microsporum canis, Paracoccidioide brasiliensis, Trichophyton mentagrophytes e Trichophyton rubrum.
É bastante eficaz, para pele.
Após o uso de corticosteróides tópicos, recomenda-se esperar duas semanas antes de prosseguir com o tratamento das mesmas áreas com cremes à base de cetoconazol.

## Efeitos colaterais
É incomum (4% dos usuários) que cause coceira, ardor, queimação, vermelhidão ou irritação no local onde foi aplicada. Mudar de medicamento se ocorrer. Também é incomum (1%) deixar a pele mais seca ou mais oleosa ou causar dor de cabeça. Outros efeitos colaterais são raros (menos de 1%). Como comprimido era hepatotóxico (15%) e causava problemas gastrointestinais (3%) por isso parou de ser usado.